# Cyphon
Cyphon es un género de escarabajos de agua dulce la familia Glaphyridae. Esta es una lista de especies y subespecies que corresponden a este género:
- Cyphon aberratus
- Cyphon ainu
- Cyphon albanicus
- Cyphon albidosparsus
- Cyphon alticola
- Cyphon amami
- Cyphon amaurus
- Cyphon aomorianus
- Cyphon arcuatus
- Cyphon asymmetricus
- Cyphon australis
- Cyphon baloghi
- Cyphon besucheti
- Cyphon brancuccii
- Cyphon bromelius
- Cyphon carus
- Cyphon caspicus
- Cyphon cautus
- Cyphon chlorizans
- Cyphon comptus
- Cyphon confusus
- Cyphon convexum
- Cyphon cooperi
- Cyphon coreanicus
- Cyphon crinitus
- Cyphon dalatensis
- Cyphon decussatus
- Cyphon dentatus
- Cyphon dieckmanni
- Cyphon difficilis
- Cyphon disparatus
- Cyphon distans
- Cyphon dolini
- Cyphon drymophilous
- Cyphon dubius
- Cyphon echinatus
- Cyphon erythrinus
- Cyphon facetus
- Cyphon felix
- Cyphon fenestratus
- Cyphon ferrugatulus
- Cyphon formosus
- Cyphon fuscescens
- Cyphon graecus
- Cyphon grande
- Cyphon granulosus
- Cyphon gredleri
- Cyphon hamatus
- Cyphon haplous
- Cyphon hashimotorum
- Cyphon hiekei
- Cyphon hofferi
- Cyphon honorus
- Cyphon honshuanus
- Cyphon horioni
- Cyphon iberus
- Cyphon ignoratus
- Cyphon inustulatus
- Cyphon irritans
- Cyphon ishiharai
- Cyphon jaechi
- Cyphon jaegeri
- Cyphon jaloszynskii
- Cyphon jiangxiensis
- Cyphon johni
- Cyphon johorensis
- Cyphon karnatakaensis
- Cyphon kerzhneri
- Cyphon kongsbergensis
- Cyphon kyushuanus
- Cyphon lithophilus
- Cyphon litigiosus
- Cyphon loebli
- Cyphon longior
- Cyphon lucidus
- Cyphon luteoapicalis
- Cyphon luteomaculatus
- Cyphon magicus
- Cyphon maharashtraensis
- Cyphon mangolensis
- Cyphon marocanus
- Cyphon masatakai
- Cyphon maternus
- Cyphon mendosus
- Cyphon micans
- Cyphon minax
- Cyphon minutulus
- Cyphon mirabilis
- Cyphon neopadi
- Cyphon neovaribilis
- Cyphon nigroflavus
- Cyphon nipponicus
- Cyphon notabilis
- Cyphon notatus
- Cyphon obscurellus
- Cyphon occidens
- Cyphon ochraceus nyholmi
- Cyphon ochreatus
- Cyphon ohbayashii
- Cyphon okinawanus
- Cyphon optatus
- Cyphon osellae
- Cyphon ozensis
- Cyphon paludosus
- Cyphon paramicans
- Cyphon patiens
- Cyphon pavens
- Cyphon peregrinus
- Cyphon perses
- Cyphon peterseni
- Cyphon pigrans
- Cyphon pilumnus
- Cyphon placidus
- Cyphon plurisignatum
- Cyphon poecilopterus
- Cyphon poggi
- Cyphon ponticus
- Cyphon postcornutus
- Cyphon primitus
- Cyphon princeps
- Cyphon proprius
- Cyphon pseudoatratus
- Cyphon puncticeps hisamatsui
- Cyphon puncticeps shikokensis
- Cyphon quadrum
- Cyphon reconditus
- Cyphon reitterl
- Cyphon remotus
- Cyphon robusticorne
- Cyphon rotundatus
- Cyphon rotundulus
- Cyphon rufopacus
- Cyphon samuelsoni
- Cyphon sannoides
- Cyphon satoi
- Cyphon scabridus
- Cyphon schawalleri
- Cyphon schmidti
- Cyphon setulipennis
- Cyphon setulosus
- Cyphon simplex
- Cyphon simulans
- Cyphon sinuosus
- Cyphon spinife
- Cyphon spinulosus
- Cyphon subvariegatus
- Cyphon sulawesicus
- Cyphon suspiciosus
- Cyphon takahashii
- Cyphon tamilensis
- Cyphon tardus
- Cyphon tertius
- Cyphon thailandicus
- Cyphon thaleri
- Cyphon tohokuanus
- Cyphon topali
- Cyphon tsushimanus
- Cyphon uenoi
- Cyphon umbricolor
- Cyphon unidentatus
- Cyphon unipunctatus
- Cyphon venustus
- Cyphon voluptificus
- Cyphon vulgaris
- Cyphon yakushimanus